# 麻將 (電影)
《麻將》是一部於1996年上映的台灣電影，由楊德昌擔任導演兼編劇，並由維吉尼亞·莉朵嫣、柯宇綸、唐從聖、張震及王啟讚主演。本片為楊德昌「新台北三部曲」（本片、《獨立時代》及《一一》）中的第二部作品。本片原長121分鐘，但台灣公映時的版本是新聞局刪減過的90分鐘版。

## 劇情簡介
紅魚、綸綸、牙膏、香港是斂財、騙色四人組，有一次在Hard Rock裡遇見來找男友Markus而走投無路的Marthe，紅魚對她伸出援手，卻是計畫著帶她去當高級應召女郎，綸綸知道後，急忙帶Marthe到自己家中躲起來，並騙紅魚說Marthe跑掉了。
紅魚對於父親老是因為女人而失敗，又不願出面負責的態度極不諒解，當他遇見曾經搞垮他父親一次的香港女人Angela時，便要香港利用美貌騙色報復，但Angela也非簡單人物，找了幾個中年女人，搞得香港崩潰得大哭。
黑道份子計畫綁架紅魚，逼紅魚父親出面解決債務，卻錯綁了綸綸和Marthe。紅魚決定帶著黑道去找自己父親，逼他振作負責，卻發現父親早已自殺身亡，紅魚突然對父親超然的精神生活有所領悟，繼而開槍殺了那說服他要和他一起搞錢的老闆。
眾人被帶到警察局問話時，Markus出面來保Marthe，此時綸綸也向Marthe表露愛意，卻無端受到Marthe的痛斥。眼看二人相偕離去，綸綸因而想退出團體而與牙膏發生爭吵，才頓時了解，Marthe是需要他才罵他，於是興奮地跑去找Marthe，兩人在人車擁擠的馬路上相遇、相擁、相吻。

## 人物角色
| 角色名稱       | 演員            | 備註                        |
| -------------- | --------------- | --------------------------- |
| Marthe／馬特拉 | 維吉尼亞·莉朵嫣 | 法國籍，Markus前女友        |
| 綸綸           | 柯宇綸          | 四人組成員                  |
| 陳鴻宇／紅魚   | 唐從聖          | 四人組首領                  |
| 香港           | 張震            | 四人組成員，在Jay的髮廊上班 |
| 牙膏           | 王啟讚          | 四人組成員                  |
| Markus／馬克   | Nick Erickson   | 英國籍，建築設計師          |
| Jay／阿杰      | 趙德            | 知名髮型設計師兼髮廊店長    |
| Alison         | 陳欣慧          | Markus現任女友              |
| David          | Andrew Tsao     | Markus的下屬                |
| Ginger         | Diana Dupuis    | 外國籍，高階應召女郎        |
| Sylvia         | 別正宛          | Angela好友，由徐珪瑩配音    |
| Winnie         |                 | Angela好友，由李黛玲配音    |
|                | 金燕玲          | 紅魚的母親                  |
| 邱董           | 顧寶明          | Winston·陳的高爾夫球同好    |
|                | 吳念真          | 黑道大哥                    |
|                | 王柏森          | 黑道小弟                    |
| 葉老師         | 葉全真          | Winston·陳的情婦            |
|                | 柯一正          | 綸綸的父親                  |
| Angela         | 吳家麗          | 香港籍，貴婦                |
| Winston·陳     | 張國柱          | 富商，紅魚的父親            |
| John           | 徐明            | Ginger的朋友                |
|                | 楊海平          | 刑警                        |
|                | 林海象          | 刑警                        |
|                | 陳以文          | 計程車司機                  |

按電影片尾演出表排序。

## 獎項
| 主辦單位         | 獎項         | 受獎者 | 階段／結果 |
| ---------------- | ------------ | ------ | ---------- |
| 第46屆柏林影展   | 金熊獎       |        | 提名       |
| 第46屆柏林影展   | 特別提及     |        | 獲獎       |
| 新加坡國際電影節 | 最佳導演     | 楊德昌 | 獲獎       |
| 第33屆金馬獎     | 最佳造型設計 | 趙企健 | 提名       |
| 第33屆金馬獎     | 最佳男配角   | 王啟讚 | 獲獎       |

## 備註
1. ↑  出自焦雄屏著，《台灣電影90新新浪潮》，頁154，麥田出版社，2003年。
2. ↑  台灣電影資料庫 （页面存档备份，存于）：新加坡今年的國際電影節銀幕大獎中，楊德昌與侯孝賢分別以「麻將」以及「好男好女」，得到最佳導演獎、最佳成就獎。

## 外部連結
- 開眼電影網上《麻將》的資料（繁體中文）
- 香港影庫上《麻將》的資料（繁體中文）
- 时光网上《麻將》的資料（简体中文）
- 豆瓣电影上《麻將》的資料 （简体中文）
- 爛番茄上《麻將》的資料（英文）
- AllMovie上《麻將》的资料（英文）
- 互联网电影数据库（IMDb）上《麻將》的资料（英文）